# KOSPI
KOSPI (Korea Composite Stock Price Index) — корейский фондовый индекс, включающий в себя все компании, чьи акции торгуются на Корейской бирже. Индекс начал рассчитываться в 1983 году.

## История
Индекс начал рассчитываться в 1983 году, заменив собой индекс KCSPI (Korea Composite Stock Price Index). Однако, базовое значение в 100 пунктов было принято по состоянию на 4 января 1980 года.
Максимум в 3316,08 пункта был достигнут 25 июня 2021 года.

## Компоненты
В индекс входит 767 компаний. 10 крупнейших по капитализации компаний на апрель 2017 года:
| Компания                | Отрасль                      | Код    | Капитализация  |
| ----------------------- | ---------------------------- | ------ | -------------- |
| Samsung Electronics     | электротехническая           | 005930 | ₩ 295,56 трлн. |
| POSCO                   | черная металлургия           | 005490 | ₩ 23,14 трлн.  |
| Samsung Life Insurance  | финансы                      | 032830 | ₩ 21,60 трлн.  |
| Samsung C&T             | строительство торговля       | 028260 | ₩ 23,71 трлн.  |
| Korea Electric Power    | энергетика                   | 015760 | ₩ 28,66 трлн.  |
| Shinhan Financial Group | финансы                      | 055550 | ₩ 21,93 трлн.  |
| Naver Corporation       | интернет                     | 035420 | ₩ 25,94 трлн.  |
| Hynix                   | электроника                  | 000660 | ₩ 36,25 трлн.  |
| Mobis                   | автомобильная промышленность | 012330 | ₩ 21,70 трлн.  |
| Hyundai Motor           | машиностроение               | 005380 | ₩ 31,38 трлн.  |